# 15092 Beegees
Beegees (asteróide 15092) é um asteróide da cintura principal, a 2,910676 UA. Possui uma excentricidade de 0,0324713 e um período orbital de 1 905,83 dias (5,22 anos).
Beegees tem uma velocidade orbital média de 17,17227115 km/s e uma inclinação de 9,70456º.
Este asteróide foi descoberto em 15 de Março de 1999 por John Broughton.